# Колупаево (Московская область)
Колупа́ево — деревня в Раменском муниципальном районе Московской области. Входит в состав сельского поселения Рыболовское. Население — 79 чел. (2010).

## Название
Название связано с некалендарным личным именем Колупай.

## География
Деревня Колупаево расположена в южной части Раменского района, примерно в 18 км к юго-востоку от города Раменское. Высота над уровнем моря 116 м. В 0,5 км к югу от деревни протекает река Москва. Ближайшие населённые пункты — деревни Фомино и Локтевая.

## История
В 1926 году деревня являлась центром Колупаевского сельсовета Вохринской волости Бронницкого уезда Московской губернии.
С 1929 года — населённый пункт в составе Бронницкого района Коломенского округа Московской области. 3 июня 1959 года Бронницкий район был упразднён, деревня передана в Люберецкий район. С 1960 года в составе Раменского района.
До муниципальной реформы 2006 года деревня входила в состав Рыболовского сельского округа Раменского района.

## Население
| 1926 | 2002 | 2010 |
| ---- | ---- | ---- |
| 363  | ↘64  | ↗79  |

В 1926 году в деревне проживало 363 человека (155 мужчин, 208 женщин), насчитывалось 80 хозяйств, из которых 79 было крестьянских. По переписи 2002 года — 64 человека (25 мужчин, 39 женщин).